# Кудым, Иван Алексеевич
Кудым Иван Алексеевич (20 сентября 1928, Казацкое, Уманский округ — 28 марта 2015, Кривой Рог, Днепропетровская область) — передовик советского сельского хозяйства, советский механизатор, бригадир комплексной бригады прииска «Мальдяк» Сусуманского горно-обогатительного комбината Министерства цветной металлургии СССР (Магаданская область). Герой Социалистического Труда (1971).

## Биография
Родился 20 сентября 1928 года в селе Казацкое Звенигородского района (ныне в Черкасской области).
В июне 1941 года отец ушёл на фронт. В 1944—1945 годах Иван работал в колхозе.
С 1945 года работает в Донбассе. Окончил горнопромышленную школу, обучился профессиям проходчика, машиниста подъёма, слесаря и получил назначение в шахту. Окончил курсы взрывников, работал старшим мастером глубокого бурения. 
С 1947 года работал в Кривом Роге взрывником на шахте «Северная» карьера «Южный» рудника имени Кагановича.
17 июня 1955 года приехал на Колыму, в Сусуманский район Магаданской области, начал работать скреперистом на прииске «Верхний Беличан» Сусуманского горно-обогатительного комбината. Окончил курсы машиниста бульдозера. 
Переехал с семьёй в Мальдяк, где в 1959 году возглавил комплексную бригаду прииска «Мальдяк» Сусуманского горно-обогатительного комбината. Его бригада открыла Табогу, отрабатывала ключи Невский, Верхний Беличан, Мартовский, Василёк, Кашандык, Цифровский, долину Мальдяка.
Член КПСС с августа 1966 года.
Указом Президиума Верховного Совета СССР от 30 марта 1971 года за выдающиеся успехи, достигнутые в развитии цветной металлургии, присвоено звание Героя Социалистического Труда с вручением ордена Ленина и золотой медали «Серп и Молот».
Избирался членом Магаданского обкома КПСС, депутатом поселкового Совета депутатов трудящихся. Делегат XV съезда профсоюзов СССР (1972). 
В 1975 году вернулся в Кривой Рог, начал трудиться в рудоуправлении имени XX Партсъезда, где проработал машинистом бульдозера, механиком автотранспортного цеха до 1994 года.
Вышел на пенсию. Умер 28 марта 2015 года в Кривом Роге.

## Награды
- Медаль «Серп и Молот» (30 марта 1971);
- Орден Ленина (20 мая 1966) — за высокие трудовые достижения по итогам семилетнего плана (1959—1965);
- Орден Ленина (30 марта 1971);
- Юбилейная медаль «20 лет независимости Украины» (19 августа 2011)[1];
- Знак «За заслуги перед городом» (Кривой Рог) 2-й степени[2];
- медали.

## Память
Имя на Стеле Героев в Кривом Роге.